# Hilmar Selle
Hilmar Selle (* 6. Dezember 1933 in Enschede; † 28. Oktober 2007 in Kreuztal) war ein deutscher Politiker, Landtagsabgeordneter und  Landrat (SPD).

## Leben und Beruf
Nach dem Besuch der Volksschule absolvierte er eine Dreherlehre und war anschließend als Technischer Revisor tätig. Einer Beschäftigung als Gewerkschaftssekretär beim Deutschen Gewerkschaftsbund, Kreisstelle Siegen bis 1964 folgte eine Tätigkeit als selbstständiger Versicherungskaufmann und ab 1985 eine Tätigkeit als Geschäftsführer in Kreuztal.
Der SPD gehörte Selle seit 1953 an. Er war in verschiedenen Parteigremien tätig, so u. a. im Landesvorstand und als Bundesvorsitzender in der Arbeitsgemeinschaft der Selbständigen in der SPD. Von 1975 bis 1980 war Selle zudem Bürgermeister der Stadt Kreuztal.

## Abgeordneter
Vom 12. Januar 1976 bis zum 29. Mai 1985 war Selle Mitglied des Landtags des Landes Nordrhein-Westfalen. In der 8. Wahlperiode rückte er am 12. Januar 1976 von der Landesliste aus nach. In der 9. Wahlperiode wurde er im Wahlkreis 145 Siegen II direkt gewählt.
Dem Gemeinderat der Gemeinde Kreuztal gehörte er von 1961 bis 1968 an. Ab 1969 war er Ratsmitglied der Stadt Kreuztal. Vom 23. April 1964 bis zur Gebietsreform am 31. Dezember 1974 war Selle Mitglied im Kreistag des Kreises Siegen. Dem Kreistag des neugebildeten Kreises Siegen-Wittgenstein gehörte er von 1975 bis zum 12. August 1985 an.
Von 1970 bis 1976 war er Mitglied der Landschaftsversammlung des Landschaftsverbandes Westfalen-Lippe.

## Öffentliche Ämter
Von 1964 bis zur Gebietsreform 1968 war er Bürgermeister der Gemeinde Kreuztal und des Amtes Ferndorf. Ab 1975 war er bis 1981 Bürgermeister der Stadt Kreuztal. Vom 19. Oktober 1984 bis zum 9. November 1984 war er Landrat des Kreises Siegen-Wittgenstein.

## Flick-Affäre
Nachdem im Zuge der Flick-Affäre bekannt wurde, dass er in mehreren Tranchen insgesamt 110.000 DM vom Flick-Konzern entgegengenommen und dabei sogar noch fehlendes Geld nachgefordert hatte, trat Selle nach nur drei Wochen als Landrat zurück.

## Auszeichnungen
Am 13. Oktober 1980 wurde Selle das Bundesverdienstkreuz am Bande verliehen. 1986 erhielt er den Ehrenring der Stadt Kreuztal und am 29. Januar 1990 das Bundesverdienstkreuz I. Klasse.